# Jonathan Demme
Jonathan Demme (22. února 1944 Baldwin, New York, USA – 26. dubna 2017 New York) byl americký filmový režisér, producent a scenárista. Jeho prvním filmem se stal Caged Heat z roku 1974. Hudbu k němu složil velšský hudebník John Cale, jenž s režisérem spolupracoval ještě na snímcích Who Am I This Time? (1982) a Něco divokého (1986). Filmu se nedostalo velkého uznání, stejně dopadly i jeho další produkce ze sedmdesátých let. Úspěchu se Demme dočkal až v roce 1980 se snímkem Melvin a Howard. Patrně nejznámějším režisérovým dílem je Mlčení jehňátek z roku 1991, které sklidilo pět Oscarů včetně nejlepší režie. Často spolupracoval s kameramanem Takem Fujimotem.
Jeho prvním větším úspěchem byla režie epizody Smrt ve sklence vína v seriálu Columbo. Rok na to měl premiéru thriller Poslední objetí (1979), jenž byl jeho prvním výraznějším filmem. V osmdesátých letech natočil celou řadu komedií, jako Odpolední směna (1984), Něco divokého (1986) či Manželství s mafií (1988). Celosvětový ohlas mu však zajistili až snímky Mlčení jehňátek a Philadelphia (1993). Z jeho pozdějších prací sklidil nejvíce ohlasů politický thriller Manchurianský kandidát (2004). Kromě filmů režíroval i seriály (např. Shots Fired, Muž s posláním, Zločin, atd.), pořady (Saturday Night Live), dokumenty, koncerty (např. záznam koncertu Talking Heads Stop Making Sense, mezi další umělce, kterým natáčel vystoupení, patří například Neil Young či Justin Timberlake) a klipy pro Bruce Springsteena a New Order.

## Filmografie
Filmy
- Caged Heat (1974)
- Crazy Mama (1975)
- Slepý hněv (1976)
- Veřejná frekvence (1977)
- Poslední objetí (1979)
- Melvin a Howard (1980)
- Who Am I This Time? (1982)
- Odpolední směna (1984)
- Stop Making Sense (1984)
- Něco divokého (1986)
- Plavba do Kambodže (1987)
- Manželství s mafií (1988)
- Mlčení jehňátek (1991)
- Cousin Bobby (1992)
- Philadelphia (1993)
- Milovaná (1998)
- Pravda o Charliem (2002)
- The Agronomist (2003)
- Manchurianský kandidát (2004)
- Neil Young: Heart of Gold (2006)
- Man from Plains (2007)
- Rachel se vdává (2008)
- Neil Young Trunk Show (2009)
- Neil Young Journeys (2011)
- A Master Builder (2013)
- Nikdy není pozdě (2015)

Seriály
- Columbo (1978)
  - epizoda „Smrt ve sklence vína“
- Trying Times (1987)
  - epizoda „A Family Tree“
- Muž s posláním (2011)
  - epizoda „Pilot“
- Mé nové Já (2011)
  - epizody „Sandy“ a „Lonely Ghosts“
- The Killing (2013–2014)
  - epizody „Reckoning“ a „Eden“
- Shots Fired (2017)
  - epizoda „Hour 6: The Fire This Time“